# RADIO BLACK CAT
RADIO BLACK CAT（ラジオブラックキャット）は近藤隆と福圓美里が2006年3月30日から2006年9月28日までパーソナリティを務めていた音泉・BEWEで配信の「BLACK CAT」関連番組。

## 概要
- 通称・略称「黒猫ラジオ」
- 「ふつおたのコーナー」内で流れているBGMはより子が唄う『ダイアの花』、パピーペットが唄う『ナミダボシ』
- ＃7（2006年5月11日配信分）に近藤隆27歳の誕生日を配信日より1日早く迎えた
- ラジオネームの呼称は「掃除屋ネーム」
- 当初は堀秀行を＃13に登場する予定となっていたが、突然＃14に変わったのは音泉側の告知ミス
- 福圓からうんちく王と近藤は呼ばれており、リスナーからのお便りでそのうんちくのリクエストを受けて答えている場合があった
- 2006年12月25日、「黒猫ラジオ」公開録音の模様が配信。

## パーソナリティ
- 近藤隆（トレイン=ハートネット(元No.XIII)役）
- 福圓美里（イヴ&ティアーユ=ルナティーク役）

### 配信曜日など
- 配信曜日：毎週木曜日
- 配信サイト：音泉・BEWE
- 放送：2006年3月30日 - 2006年9月28日（全27回）
- スポンサー：GDH、ゴンゾスタイル、COSPA

## 主なコーナー
- ふつおたのコーナー （#1 - #27）

質問・意見・感想等のいわゆる普通のお便りのコーナー。近藤ボケ・福圓ツッコミという立ち位置が基本であったが福圓の馬鹿発言が多く、どう考えても逆の立場になっていた。
- 記憶をメモレー （#13 - #25までポイント先取対決、＃26,27は番外編として対決）

お題を決めてそれを交互に答えて記憶力を鍛えるコーナー。5回勝ったら褒美。
例1：＜お題が『色』の場合＞白→白・黒→白・黒・赤→白・黒・赤・オレンジ……

例2：＜お題が『家電製品』の場合＞掃除機→掃除機・テレビ→掃除機・テレビ・ファンヒーター→掃除機・テレビ・ファンヒーター・扇風機……

というように前に言った言葉を繰り返しながら間違えるまで続けていく。

ちなみに最終回のお題は「ここ1ヶ月で食べたおかず」でバターチキンカレー（福圓）→お寿司（近藤）→お稲荷さん（福圓）→チキンドリア（近藤）→海草サラダ（福圓）と続き、近藤が「海鮮和風サラダ」と記憶違いで間違えてしまい、ご褒美の揚げ饅頭は福圓のものとなった。
- ナノマシンで、これなんナノ? （#1 - #27）

モノマネをしてほしい物を考えるコーナー。例えば「□□をする○○」というようにシチュエーションと人・動物・キャラクターを書いて送る。方式は片方がモノマネをやり、もう片方はその答えを当てる
例：「くらえ、ルシフェル!」→「（叫び声）」→「（モノマネ）」→近藤または福圓が答える
- みんなでラップップ （#20 - #27）

2006年8月10日配信分開始。近藤か福圓に歌ってほしいラップのお題をリクエストするコーナー
- イヴの豆知識（#1 - #27）

提供クレジット後に行われる一言豆知識コーナー。過去には梅雨、アイスクリーム、リンス、月、昆虫が鳴く理由など毎週一単語ずつその意味についてイブ扮する福圓が解説していた。
最終回はタイトルにちなんで「黒猫」が紹介された。

## 終了したコーナー
- 予見眼（ビジョンアイ）は口ほどに物を言う （#1 - #12）

近藤・福圓に予見してもらいたい修行テーマを送るコーナー。予想を外すとバツポイントが貯まり、相手より先に5つバツポイントが貯まると罰ゲーム。6月15日配信分で近藤が罰ゲームを受けて2人とも1回ずつ罰ゲームを体験したため終了した。

## ゲスト
2006年
- #6（5月4日配信分） 藤原啓治〔スヴェン＝ボルフィード 役〕
- #14（6月29日配信分） 堀秀行〔ベルゼー＝ロシュフォール 役〕
- #22（8月24日配信分） 石原凡〔ウドニー 役〕
- #24（9月7日配信分） ゆかな〔リンスレット＝ウォーカー(リンス) 役〕